# Turośń Kościelna (village)
Pour les articles homonymes, voir Turośń Kościelna.
Turośń Kościelna est un village polonais de la voïvodie de Podlachie et du powiat de Białystok. Il est le siège de la gmina de Turośń Kościelna et compte environ 700 habitants.